# Katie Porter
Katie Porter właściwie Katherine Moore Porter (ur. 3 stycznia 1974 w Fort Dodge) – amerykańska polityczka, członkini Partii Demokratycznej.

## Działalność polityczna
Od 3 stycznia 2019 jest przedstawicielką 45. okręgu wyborczego w stanie Kalifornia w Izbie Reprezentantów Stanów Zjednoczonych.